# Rally Dakar 1992
Il Rally Dakar 1992 è stata la 14ª edizione del Rally Dakar (partenza da Parigi, arrivo a Città del Capo).

## Tappe
Nelle 23 giornate del rally raid furono disputate 22 tappe ed una serie di trasferimenti (12.427 km), con 16 prove speciali per un totale di 6.263 km.

## Classifiche

### Moto
Hanno finito la gara 45 delle 98 moto iscritte.
| Pos. | Pilota               | Mezzo  |
| ---- | -------------------- | ------ |
| 1    | Stéphane Peterhansel | Yamaha |
| 2    | Danny Laporte        | Cagiva |
| 3    | Jordi Arcarons       | Cagiva |
| 4    | Marc Morales         | Cagiva |
| 5    | Thierry Magnaldi     | Yamaha |
| 6    | Gilles Picard        | Yamaha |
| 7    | Edi Orioli           | Cagiva |
| 8    | Carlos Sotelo        | Gilera |
| 9    | Laurent Charbonnel   | Suzuki |
| 10   | Davide Trolli        | Cagiva |

### Auto
Hanno finito la gara 68 delle 133 auto iscritte.
| Pos. | Equipaggio                             | Mezzo      |
| ---- | -------------------------------------- | ---------- |
| 1    | Hubert Auriol / Philippe Monnet        | Mitsubishi |
| 2    | Erwin Weber / Manfred Hiemer           | Mitsubishi |
| 3    | Kenjirō Shinozuka / Henri Magne        | Mitsubishi |
| 4    | Björn Waldegård / Fred Gallagher       | Citroen    |
| 5    | Ari Vatanen / Bruno Berglund           | Citroen    |
| 6    | Jacky Ickx / Dominique Lemoine         | Citroen    |
| 7    | Pierre Lartigue / Patrick Destaillats  | Citroen    |
| 8    | Salvador Servia / Jaime Puig           | Lada       |
| 9    | Alain Ambrosino / Alain Guéhennec      | Citroen    |
| 10   | Philippe Wambergue / Michel Vantouroux | Toyota     |

### Camion
| Pos. | Pos. (auto) | Equipaggio                             | Mezzo       |
| ---- | ----------- | -------------------------------------- | ----------- |
| 1    | 16º         | Francesco Perlini / Albiero / Vinante  | Perlini     |
| 2    | 17º         | Jacques Houssat / De Saulieu / Botaro  | Perlini     |
| 3    | 19º         | Karel Loprais / Kalina / Stachura      | Tatra       |
| 4    | 24º         | Peter Reif / Deinhofer                 | Hino Ranger |
| 5    | 27º         | Jean-Pierre Jaussaud / Shibata         | Hino Ranger |
| 6    | 32º         | Yoshimasa Sugawara / Hamura            | Hino Ranger |
| 7    | 33º         | Gilbert Versino / Gimbre / Versino     | Mercedes    |
| 8    | 35º         | Vlastimil Buchtyar / Koreny / Herinsky | Tatra       |
| 9    | 40º         | Zdeněk Kahánek / Macho / Slenevsky     | Tatra       |
| 10   | 41º         | Joseph Petit / Dubuc                   | Hino Ranger |